# Opernhaus am Salvatorplatz

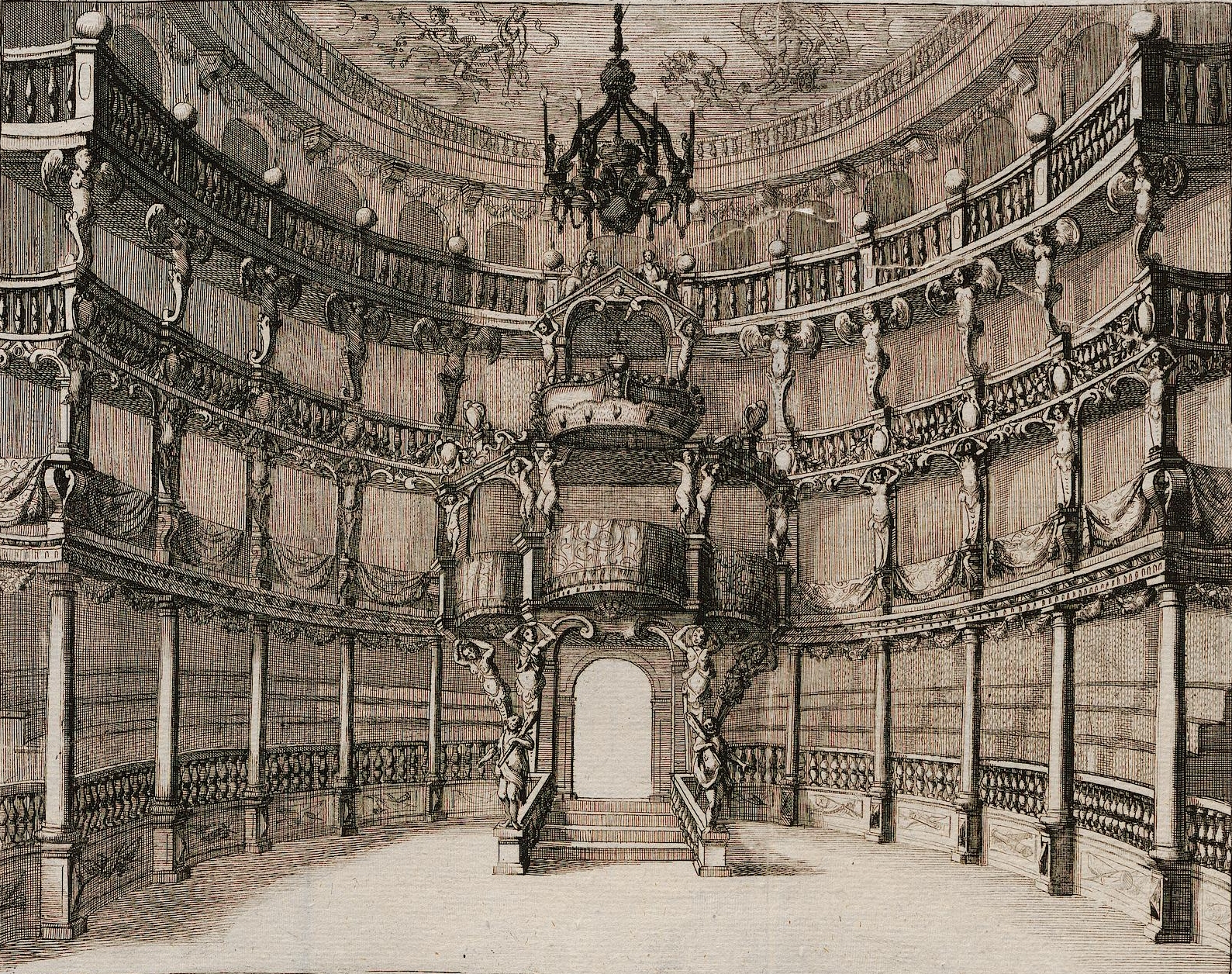
Innenansicht des Opernhauses am Salvatorplatz

Das Opernhaus am Salvatorplatz (auch Opernhaus Sant Salvator) war ein im Jahre 1657 eröffnetes Theatergebäude in München. Das Haus wurde während der Herrschaft des Kurfürsten Ferdinand Maria von Bayern in dessen Auftrag errichtet und fungierte als Hofoper. Es war damit der erste feste Opernbau auf dem Territorium des heutigen Deutschland. Seit 1799 wurde es nicht mehr bespielt und im Jahre 1802 abgebrochen. Es lag am Salvatorplatz in der heutigen Altstadt.

## Vorgeschichte

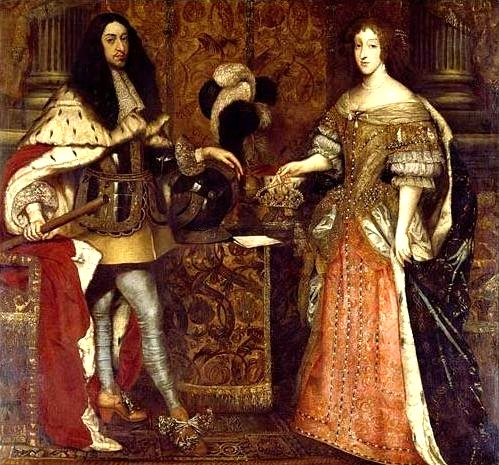
Bildnis Kurfürst Ferdinand Marias mit seiner Gemahlin Henriette Adelaide um 1666

Mit Beginn des 17. Jahrhunderts begann sich in Europa, insbesondere in Italien, eine Opernkultur zu bilden, die im Bau fester Opernhäuser mündete. Das erste dieser Opernhäuser wurde mit dem Teatro San Cassiano im Jahre 1637 in Venedig eröffnet.
Auch in Deutschland entwickelte sich zu dieser Zeit die Opernkultur an den verschiedenen Fürstenhöfen, mit der Oper Dafne von Heinrich Schütz (uraufgeführt in Torgau) entstand 1627 die erste (leider verschollene) deutschsprachige Oper.
Mit der Hochzeit von Herzog Ferdinand Maria mit Henriette Adelheid von Savoyen im Jahre 1652 gelangte durch die Braut auch die italienische Opernkultur an den bayerischen Hof. Vor der Hochzeit existierte in München schon eine Hofkapelle mit größtenteils italienischen Musikern, auch das musikalische Repertoire war größtenteils italienischer Prägung. Die musikalische Leitung der Hofkapelle lag bei Giovanni Giacomo Porro, der 1635 von Wien nach München als Hofkapellmeister verpflichtet worden war. Auch sind seit 1637 Opernaufführungen im Herkulessaal der Münchner Residenz, sowie in den Schlössern Schleißheim und Nymphenburg aktenkundig, die teilweise auch nach der Eröffnung fortgesetzt wurden.

## Gebäude
Ein alter Kornspeicher („Haberkasten“), der sich zwischen der heutigen Prannerstraße und Salvatorstraße befand, wurde ab 1651 oder 1654 zum Opernhaus umgebaut. Die Bauplanungen erfolgten durch den Venezianer Francesco Santurini (1627–1682). Aber auch der Münchner Architekt Marx Schinnagl soll am Bau vom „Oper- und Comedihauß“ beteiligt gewesen sein. Auf dem Münchner Stadtplan von Matthäus Seutter aus dem Jahre 1740 ist das Gebäude zu erkennen und bezeichnet (Nr. 7). Ansichten des Gebäudes von außen existieren nicht.

## Geschichte des Opernhauses

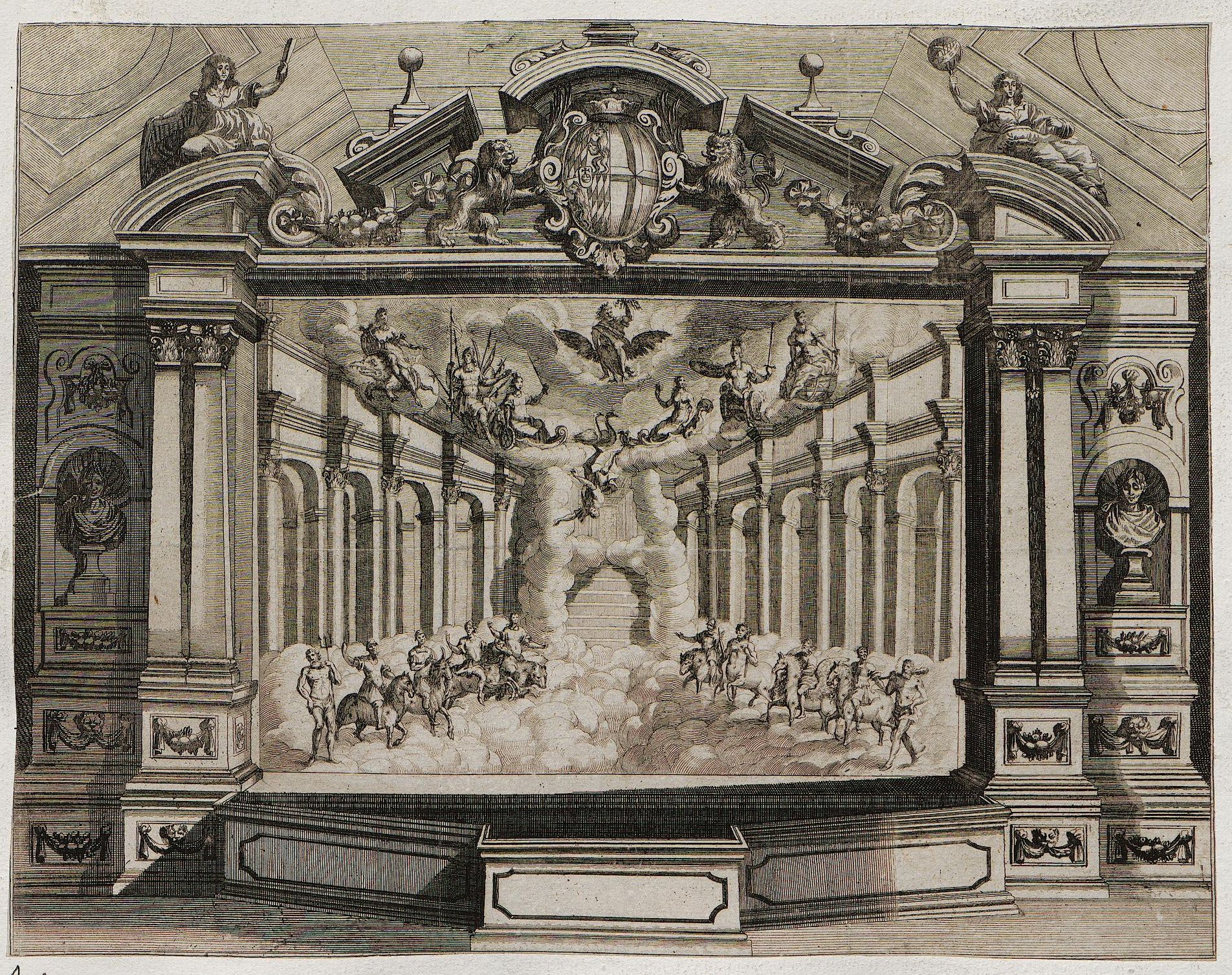
Bühnenbild der Oper Fedra Incoronata von Kerll

Der Bau des Opernhauses begann nach verschiedenen Quellenlagen bereits im Jahre 1651 oder 1654. Es wurde wahrscheinlich zum Karneval (Januar oder Februar) des Jahres 1657 feierlich mit der Oper Oronte von Johann Caspar von Kerll eröffnet, der am 22. Februar 1656 als Vizekapellmeister neben Porro ernannt wurde.
Kerll wurde am 20. September 1656 nach dem Ableben Porros „für ainen wörkhlichen Kapellmaister mit jährl. 1180 fl. Gold und 243 fl. Weingeld angeschafft“.
In der Eröffnungsoper Oronte wurden sämtliche Frauenrollen durch Kastraten gesungen, die Rolle der „Dorisbe“ beispielsweise von Bartolomeo Sorlisio, die der „Romilda“ von Giovanni Antonio Cavagna. Außer dieser Oper komponierte Kerll noch mindestens vier Opern der insgesamt ca. 25 bis zu seiner Abdankung 1674 gegebenen Opern für das Opernhaus, von denen alle verschollen sind und teilweise nur die Libretti existieren. Kerll fungierte bis Ende 1673 als Kapellmeister, gab seinen Dienst aufgrund von Zerwürfnissen mit den Italienern am Hof auf. Sein Nachfolger war ab dem 15. April 1674 Ercole Bernabei.
Ab 1687 fungierte Ercole Bernabeis Sohn Giuseppe Antonio als Hofkapellmeister.
Ab 1715 bekleidete Pietro Torri den Rang eines „Oberaufsehers über die Churfürstliche Kammer-Music und Kapellmeisters“ und war somit Stellvertreter Barnabeis. Im Auftrag des Kurfürsten entstanden in der Folgezeit jährlich eine Oper und zahlreiche weitere Kompositionen. So erhielt er anlässlich der Hochzeitsfeierlichkeiten des Thronfolgers Karl Albrecht mit der Kaisertochter Maria Amalia von Österreich den Auftrag für die Oper Adelaide, die am 18. Oktober 1722 im Opernhaus uraufgeführt wurde. 1726 starb Max Emanuel, und Karl Albrecht folgte ihm auf dem Kurfürstenthron der bayerischen Wittelsbacher. Zu diesem Anlass komponierte Torri als musikalische Huldigung an den neuen Herrscher die allegorische Serenata La Baviera. In diesem Werk wird bereits dem bayerischen Anspruch auf den Kaiserthron gehuldigt und das Selbstverständnis der Dynastie repräsentiert.
Bei seinem Aufenthalt in München 1728 sang der berühmte Kastrat Farinelli einen Solopart der Oper Nicomede. Er gastierte 1729 nochmals zusammen mit Faustina Bordoni zur Aufführung der Oper Edippo.
Erst nach dem Tode von Giuseppe Antonio Bernabei im Jahre 1732 erhielt Torri offiziell den Posten des bayerischen Hofkapellmeisters.
Da ab dem 12. Oktober 1753 mit der Oper Catone in Utica von Metastasio das neue Opernhaus in der Residenz (das heutige Cuvilliés-Theater) eröffnete, wurden fortan dort die Opern der Karnevalssaison gespielt. Das Opernhaus am Salvatorplatz wurden danach nur noch für Operetten, Ballette und später für Schauspiele genutzt. Trotzdem fand am 13. Januar 1775 die Premiere der Oper La finta giardiniera von Wolfgang Amadeus Mozart im Beisein von Kurfürst Max III. Joseph noch in ihm statt.
In den weiteren Jahren wurde das Gebäude und die Bühnentechnik zunehmend marode. Dies mündete dann 1799 darin, dass das Opernhaus nicht mehr bespielt und im Jahre 1802 komplett abgebrochen wurde.

## Liste einiger aufgeführter Opern am Opernhaus

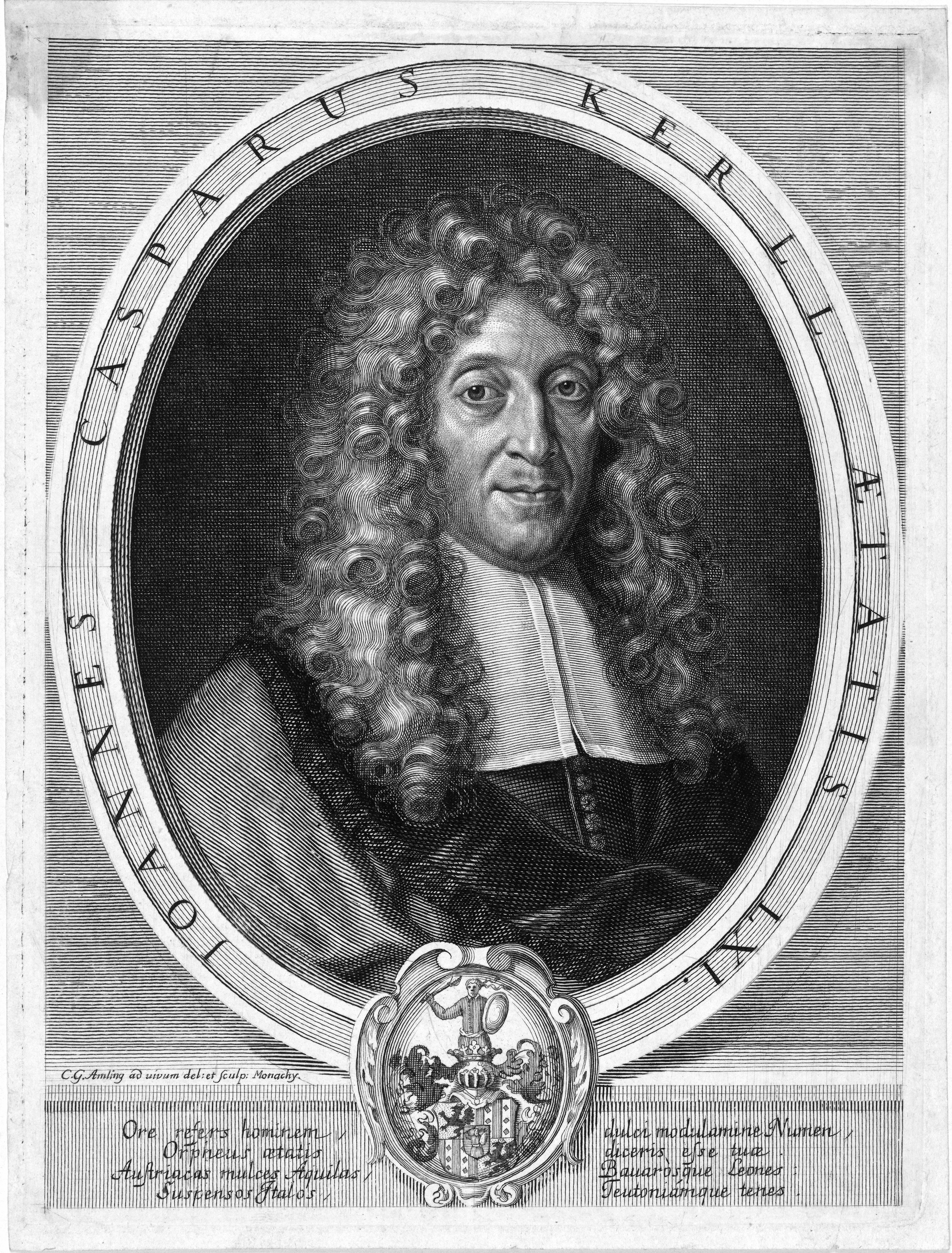
Bildnis Johann Caspar von Kerlls

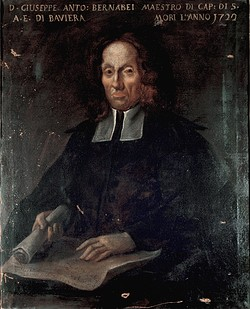
Bildnis Giuseppe Antonio Bernabeis

| Titel                                       | Komponist                   | Libretto                    | (Ur)aufführung   | Bemerkung        |
| ------------------------------------------- | --------------------------- | --------------------------- | ---------------- | ---------------- |
| L’Oronte                                    | Johann Caspar von Kerll     | Giorgio Giacomo Alcaini     | 1657             |                  |
| Introdizzione per il balletto               | G. B. Maccioni              | Johann Caspar von Kerll (?) | 1657             |                  |
| Applausi festivi                            | Johann Caspar von Kerll (?) | G. B. Maccioni              | 28. Aug. 1658    |                  |
| Ardelia                                     | Johann Caspar von Kerll (?) | G. B. Maccioni              | 1660             |                  |
| Erinto                                      | Johann Caspar von Kerll     | Conte P. P. Bissari         | 1661             |                  |
| Fedra incoronata                            | Johann Caspar von Kerll     | P. P. Bissari               | 1662             |                  |
| Antiopa giustificata                        | Johann Caspar von Kerll (?) | P. P. Bissari               | 26. Sep. 1662    |                  |
| L’amor della patria superiore ad ogni altro | Johann Caspar von Kerll (?) | F. Sbarra                   | 1665             |                  |
| Atalanta                                    | Johann Caspar von Kerll (?) | R. Pallavicino              | 30. Jan. 1667    |                  |
| Le pretensioni del Sole                     | Johann Caspar von Kerll     | Domenico Gisberti           | 1667             |                  |
| Il colori geniali                           | Johann Caspar von Kerll (?) | Domenico Gisberti           | 6. Nov. 1669     |                  |
| Erinto                                      | Johann Caspar von Kerll     | P. P. Bissari               | 1671             | Wiederaufführung |
| Amor tiranno, overo Regnero innamorato      | Johann Caspar von Kerll (?) | Domenico Gisberti           | 31. Okt. 1672    |                  |
| La conquista del velo d’oro in Colco        | Ercole Bernabei             | Domenico Gisberti           | 1674             |                  |
| La fabbrica di corone                       | Ercole Bernabei             | ?                           | 1674             |                  |
| I portenti dell’indole generosa             | Ercole Bernabei             | Domenico Gisberti           | 1672 [1675?]     |                  |
| Alvilda in Abo                              | Giuseppe Antonio Bernabei   | Ventura Terzago             | 10. Feb. 1678    |                  |
| Enea in Italia                              | Giuseppe Antonio Bernabei   | Ventura Terzago             | 26. Juli 1678    | erhalten         |
| Ascanio in Alba                             | Giuseppe Antonio Bernabei   | Ventura Terzago             | 19. Feb. 1686    | erhalten         |
| La gloria festeggiante                      | Giuseppe Antonio Bernabei   | L. Orlandi                  | 18. Jan. 1688    | erhalten         |
| Diana amante                                | Giuseppe Antonio Bernabei   | L. Orlandi                  | 26. Febr. 1688   | erhalten         |
| Il trionfo d’Imeneo                         | Giuseppe Antonio Bernabei   | L. Orlandi                  | 22. Nov. 1688    | erhalten         |
| Il segretto d’amore in petto del savio      | Giuseppe Antonio Bernabei   | L. Orlandi                  | 7. Feb. 1690     | erhalten         |
| Edippo                                      | Pietro Torri                | Domenico Lalli              | 22. Okt. 1729    |                  |
| Il barone di torre forte                    | Joseph Willibald Michl      | ?                           | 1. Feb. 1772     |                  |
| L’amante deluso                             | Joseph Willibald Michl      | ?                           | 27. Nov. 1773    |                  |
| La finta giardiniera                        | Wolfgang Amadeus Mozart     | Giuseppe Petrosellini (?)   | 13. Jan. 1775    | erhalten         |
| Johann Faust                                | Joseph Willibald Michl      | Paul Weidmann               | 16./31. Mai 1776 |                  |